# Peter I. Ciprski
Peter I. je bil od očetove abdikacije 24. novembra 1358 do svoje smrti leta 1369 ciprski kralj in naslovni kralj Jeruzalema,  * 9. oktober 1328, † 17. januar 1369. 
Leta 1346 je bil imenovan za naslovnega grofa Tripolija. Kot ciprski kralj je dosegel nekaj vojaških uspehov, številnih svojih načrtov pa ni mogel dokončati zaradi notranjih sporov, ki so dosegli vrhunec z atentatom nanj s strani treh njegovih vitezov. 

## Zgodnje življenje in kronanje
Peter je bil rojen v Nikoziji leta 1328 kot drugi sin Huga IV. Ciprskega in prvi sin njegove druge žene Alice Ibelinske. Hugov naslednik  je bil njegov prvorojenec Guy, poročen z Marijo Burbonsko, vendar je umrl pred očetom. Po njegovi smrti je prestol zase zahteval Hugov sin Hugo, a je škof Limassola Guy Ibelinski  v stolnici Svete Sofije v Nikoziji 24. novembra 1359 za ciprskega kralja okronal Petra.
Leta 1349 je Peter  s svojim bratom Ivanom na skrivaj odpotoval v Evropo, kar je razburilo njunega očeta. Za njima je poslal ladje, da ju najdejo in pripeljejo domov. Ko se je to zgodilo, so oba zaprli, ker sta odpotovala brez očetovega dovoljenja. Leontij Mahera omenja, da sta bila zaprta samo tri dni, Viljem Machautski pa navaja, da je bil Peter zaprt dva meseca in devet dni.
Peter je bil za naslovnega kralja Jeruzalema okronan v stolnici svetega Nikolaja v Famagusti 5. aprila 1360 kot naslednik svojega očeta. Po padcu Akre leta 1291 je Ciper postal zadnja trdnjava krščanstva v vzhodnem Sredozemlju. Peter je razumel pomen svojega kraljestva in bil prepričan, da je njegova naloga boj proti islamu. Imel je ambicije ponovno zavzeti Jeruzalemsko kraljestvo, za katerega vladarje so se še vedno šteli Lusignani.  

## Poroki
Kmalu po 28. juniju 1342 se je poročil z Eschivo Montfortsko, edinko in dedinjo Humphreyja Montfortskega, ciprskega konstabla in naslovnega lorda Torona, in Eschive Ibelinske. Eschiva je umrl pred letom 1350, ko je bil Peter še najstnik in zakon je bil brez otrok.  
Leta 1353 se je poročil z Eleanoro Aragonsko-Gandia, hčerko infanta Pedra Aragonskega. Eleanora je bila 24. novembra 1358 okronana za kraljico Cipra in 5. aprila 1360 za kraljico Jeruzalema.  

## Otroci
Peter in Eleanora sta imela:  
- Petra II. Lusignanskega (okoli 1357–1382),[8] očetovega naslednika na ciprskem in jeruzalemskem prestolu.
- Margareto Lusignansko (ok. 1360 – ok. 1397),[1] zaročeno s Karlom Viscontijem in leta 1385 poročeno s svojim bratrancem Jacquesom Lusignanskim, naslovnim grofom Tripolija.
- Eschivo Lusignansko, ki je umrla v otroštvu pred letom 1369.[1]

Ker je Peter II. Ciprski ni imel potomcev, je ciprska krona prešla na njegovega strica Jakoba I. Ciprskega, sina Huga IV. Ciprskega in Alix Ibelinske.  

## Vojne proti Turkom
Sosednje muslimanske sile so bile potencialno velika grožnja za Ciper. Akra, zadnja celinska krščanska križarska trdnjava na Bližnjem vzhodu, je padla leta 1291. V tistem času je začela stopati v ospredje nova islamska sila, osmanski Turki, ki so začeli osvajati tiso, kar je ostalo od  Bizantinskega cesarstva. Ker so bili Osmani predvsem kopenska sila, so evropske krščanske sile zaenkrat še obdržale prevlado na morju. Ciprski kralji so bili poleg vitezov svetega Janeza (hospitalci, kasneje Malteški vitezi) glavni dediči križarske tradicije. Peter je leta 1347 ustanovil viteški Red meča, posvečen obnovitvi Jeruzalemskega kraljestva.
Ciprski kralji so bili tudi naslovni kralji Jeruzalemskega kraljestva, ki so od tam pobegnili na otok tik ob obali Levanta. Križarska dediščina se je tako v zmanjšanem obsegu nadaljevala v obliki morskih napadov in bila izjemno uspešna glede na omejena sredstva. 
Za razliko od svojega očeta se je Peter odločil nadaljevati križarsko tradicijo z napadom na Korikos, utrjeno pristanišče v armenskem kraljestvu Kilikiji. Petrove dejavnosti so bile osredotočene predvsem na obalo Anatolije, saj so imeli krščanski Armenci v Kilikiji prek zakonskih zvez tesne odnose s Ciprskim kraljestvom. Januarja 1360 so prebivalci Korikosa poslali svoje predstavnike na Ciper s prošnjo za pomoč, ker so mesto ogrožali Turki. Peter jim je poslal nekaj svojih mož pod poveljstvom viteza Roberta  Lusignanskega. Turki niso mogli prebiti ciprskega obleganja mesta. 
Muslimanski voditelji Anatolije so v obleganju Korikosa videli grožnjo in so se povezali proti Petru ter ga sklenili napasti kar na Cipru. Ciper so napadli s številnimi ladjami, vendar je Peter dobil pomoč vitezov svetega Janeza z Rodosa, papeža in piratov. Julija 1361 je Peter zbral floto 120 ladij in napadel Anatolijo, potem pa nadaljeval s politiko preventivnih napadov. Dne 23. avgusta 1361 so se ciprske sile izkrcale pri Antalyi in po obleganju 24. avgusta 1361 osvojile mesto.  Po tej zmagi so preostali emirji v regiji Petru ponudili mir in plačevanje letnega davka. Peter je ponudbo sprejel. V Antalyi je ostal do 8. septembra 1361, pred tem obiskal nekaj drugih mest in se z darili in trofejami  22. septembra 1361 vrnil na Ciper. 
Antalijski emir Teke je po izgubi mesta z veliko vojsko večkrat napadel Antalyo in jo poskušal vrniti v svojo posest, vendar mu to ni uspelo.

## Turneja po Evropi
Medtem se je Peter soočal z resnim problemom svojega priznanja kot nosilca ciprskega prestola, saj je njegov nečak Hugo odšel k papežu, da bi ga s podporo francoskega kralja zaprosil za prestol. Ker obiski Petrovih odposlancev pri papežu niso obrodili sadov, se je Peter  odločil, da bo sam obiskal papeža. Konec oktobra 1362 je odšel iz Pafosa preko Rodosa v Benetke in bil tam s častmi sprejet. Od tam je odšel je v Avignon in obiskal papeža skupaj z drugim  kandidatom za ciprski prestol. Peter je bil priznan za kralja, Hugo pa se je z njim dogovoril za visoko letno nadomestilo, kar je rešilo problem nasledstva.  
Peter je na svojem potovanju po Evropi poskušal prepričati mogočne vladarje, da ga organizirajo novo križarsko vojno za osvoboditev Svete dežele in Jeruzalemskega kraljestva, ki mu je pripadalo. O tem vprašanju so po papeževi smrti razpravljali tudi z novoizvoljenim papežem. Peter je obiskal Anglijo, Nemčijo in Francijo. Med njegovim obiskom v Angliji je potekal zgodovinski banket petih kraljev.  
V Genovi, Benetkah, Pragi in Krakovu je sodeloval na srečanjih monarhov in bil gost poljskega kralja Karla IV., ogrskega kralja Ludvika I., danskega kralja Valdemarja IV., Siemowita III. Mazovskega,  Bolka II. Svidniškega, Władysława Opolczyka, avstrijskega vojvode Rudolfa IV., pomorjanskega vojvode Bogislava V., pomorjanskega vojvode Kazimirja  IV.,  bavarskega vojvode Otona V., in svetega rimskega cesarja Ludvika VI. V Londonu se je srečal s kralji Anglije, Škotske, Francije in Danske, vendar jih ni mogel prepričati, da bi sodelovali v novi vseevropski in vsekrščanski križarski vojni na Bližnjem vzhodu.  
Ciper je medtem upravljal Petrov brat, princ Ivan, ki se je soočal s številnimi težavami. Leta 1363 je Ciper prizadela kuga, ki je ubila številne prebivalce Cipra, med njimi tudi Petrovo sestro Eschivo. Ko so Turki izvedeli za epidemijo, so začeli napadati otok in ropati. Istočasno so se začele tudi napetosti med ciprsko in genovsko mornarico v Famagusti in povzročile spopade in uboje. Peter se je medtem v Genovi pogajal in podpisal sporazum z Genovežani, v kateri je razglasil, kakšne pravice bi lahko imeli genovski kolonisti na Cipru.  

## Aleksandrijska križarska vojna
Petrov oče Hugo je uspel preprečiti njegovo željo po novi križarski vojni za ponovno zavzetje Jeruzalema, po očetovi smrti pa je Peter začel resno kovati načrte zanjo. Na turneji po Evropi je poskušal pridobiti podporo evropskih monarhov za svoj podvig in 11. oktobra 1365 povedel mešano ciprsko in zahodnoevropsko vojsko križarjev na 70 ladjah, da bi oplenila Aleksandrijo. Ker mu evropski vitezi niso hoteli slediti v napadu na Kairo, se je moral vrniti na Ciper. Edina posledica njegove ekspedicije je bilo sovraštvo egiptovskega sultana. Sledile so represalije proti krščanskim trgovcem v Siriji in Egiptu. Papež Urban V. je Petru svetoval, naj s sultanom sklene mir, potem ko je neuspešno poskušal pridobiti podporo evropskih monarhov.  

## Napadi na Libanon in Sirijo
Peter je nadaljeval svojo križarsko vojno. Tokrat ki si je prizadeval napasti Bejrut.  Njegove vojaške operacije so prekinili Benečani, ki so Petru ponudili visoka nadomestila, da ne bi napadel Damaska. Januarja 1366 je Petrova vojska vdrla v Tripoli, ker so takrat še veljale pogodbe z njegovimi evropskimi najemniki. Leta 1368 je poskušal zbrati novo vojsko v Evropi, a mu to ni uspelo. Urban V. mu je ponovno svetoval, naj s sultanom sklene mir, in Peter je bil prisiljen, da se pridruži papežu in Benečanom na mirovnih pogajanjih z Egiptom.  
Trgovina z Bližnjim vzhodom je koristila tudi Cipru in Famagusta je bila v tistem času  prav zaradi nje eno od najbogatejših mest v Sredozemlju. Na Petrovo politiko bi zato lahko vplivalo nekaj bogatih trgovcev iz Famaguste, ki so bili hkrati njegovi prijatelji. Sultan Egipta  ni mogel več prenašati zasedbe Aleksandrije in sprejeti za Petra ugodnega sporazuma s Petrom. Napad na Tripoli je poslal sultanu jasno sporočilo: ali bo sprejel mir in začel trgovati ali pa bo trpel nadaljnje napade. Sultan je želel v Libanonu ustvariti zmedo in je s pomočjo manjših azijskih emirjev zbral vojsko za napad na Korikos. Peter je z novimi četami okrepil obrambo Korikosa in odbil turški napad. Maja 1367 se je garnizon v Antalji uprl zaradi zapoznelega izplačila plač. Peter je odplul tja in uvedel red in obglavil voditelje upora. 
Po teh dogodkih je bil s kairskim sultanom sklenjen mir, za katerega se je izkazalo, da ga je nemogoče podpisati. Konec septembra 1367 je bilo izvedenih nekaj novih napadov na sirsko obalo. Osvojen in izropan je bil Tripoli in nekaj drugih mest. Osvojena sta bila tudi Tartus in Banijas. Napadalci zaradi nevihte niso mogli pristati v Latakiji, zato so odpluli proti severu, da bi napadli Ajas, vendar ga niso, in so se vrnili domov v Famagusto. Na poti domov so v Sidonu zaplenili tri trgovske ladje in nekaj drugih plovil. Leontij Marhair piše, da Peter ni mogel obdržati Tripolija, ker mesto ni imelo obzidja.

## Finance
Peter je za potovanja po Evropi in vojne je potreboval denar. Stroški so presegali sicer visoke državne dohodke, zato je omogočil ciprskim podložnikom nakup svoboščin. Od tega so imeli koristi številni Ciprčani. Drugi vir dohodka so bili njegovi pohodi v islamski Levant. 

## Smrt
Med bivanjem v Rimu je prejel poziv armenskih baronov, ki so ga predlagali za svojega kralja in ga rotili, naj reši njihovo državo. Po vrnitvi na Ciper se je znašel v težavah. Kraljica Eleanora mu je bila med njegovimi dolgimi odsotnostmi v Evropi nezvesta, on pa se ji je maščeval tako, da je tiraniziral njene najljubše plemiče in njene brate. 17. januarja 1369 so ga trije njegovi vitezi v njegovi postelji v palači La Cava v Nikoziji umorili. 
Njegovo viteško potepanje po Evropi in križarska vnema sta ga klub nasilni smrti pripeljala do tega, da so ga imeli za utelešenje viteštva. Pokopan je bil v cerkvi sv. Dominika v Nikoziji, tradicionalnem grobišču ciprskih kraljev. Nasledil ga je sin Peter II. 